# Экологическая модель конкуренции
Экологическая модель конкуренции — экономическая модель, по новому трактующая проблематику конкуренции.
Традиционная экономическая наука трактует конкуренцию как физическое явление с соответствующим набором терминов (рыночное равновесие; движущая сила; поток дохода; эластичность цены).
Согласно экологической модели, наиболее целесообразным является использование биологической терминологии (рост; изменение; эволюция; смерть; выживание и т. п.). Компании действуют в сложной деловой экосистеме, окруженные конкурентами, клиентами, государством, инвесторами, поставщиками, профсоюзами, банками и другими институтами. Фирма подвергается воздействию с их стороны и сама на них влияет. Компания, не соответствующая внешней среде быстро разоряется (гибнет).